# Список островов Аргентины

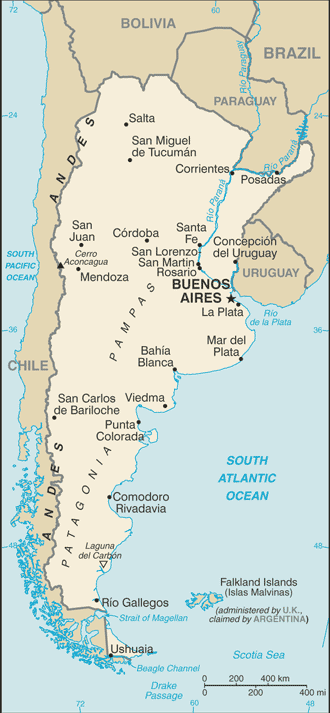
Карта Аргентины

Крупнейшей островной территорией Аргентины является восточная часть острова Исла-Гранде (исп. Isla Grande de Tierra del Fuego), крупнейшего в архипелаге Огненная Земля. Остров общей площадью 47 992 км² поделен между Чили и Аргентиной, последняя занимает на нём площадь 18 507 км². В том же архипелаге Аргентине принадлежит крупный остров Эстадос(исп. Isla de los Estados). Помимо этого страна заявляет территориальные претензии на Фолклендские острова, Южные Сандвичевы острова и остров Южная Георгия. В Антарктиде Аргентина заявляет свои права на Южные Оркнейские и Южные Шетландские острова.
Ниже представлен перечень крупнейших островов Аргентины по версии Национального географического института Аргентины, из которых общепризнана территориальная принадлежность только островов Эстадос и Тринидад. Все нижеперечисленные острова, кроме Тринидада, территориально относятся к провинции Огненная Земля.
| Название (рус.)    | Название (исп.)     | Расположение             | Площадь, км² |
| ------------------ | ------------------- | ------------------------ | ------------ |
| Восточный Фолкленд | Isla Soledad        | Фолклендские острова     | 6353         |
| Западный Фолкленд  | Isla Gran Malvina   | Фолклендские острова     | 4377         |
| Южная Георгия      | Isla San Pedro      | Южная Георгия            | 3529         |
| Эстадос            | Isla de los Estados | Огненная Земля           | 520          |
| Уэдделл            | Isla San José       | Фолклендские острова     | 258          |
| Тринидад           | Isla Trinidad       | Провинция Буэнос-Айрес   | 207          |
| Пеббл              | Isla Borbón         | Фолклендские острова     | 110          |
| Монтагью           | Isla Jorge          | Южные Сандвичевы острова | 110          |
| Сондерс            | Isla Trinidad       | Фолклендские острова     | 106          |
| Лайвли             | Isla Bougainville   | Фолклендские острова     | 59           |
| Спидвелл           | Isla Águila         | Фолклендские острова     | 51           |
| Бристол            | Isla Blanco         | Южные Сандвичевы острова | 46           |
| Сондерс            | Isla Saunders       | Южные Сандвичевы острова | 40           |